# Хохштеттен
Хохштеттен (нем. Hochstätten) — община в Германии, в земле Рейнланд-Пфальц. 
Входит в состав района Бад-Кройцнах. Подчиняется управлению Бад Мюнстер ам Штайн-Эбернбург.  Население составляет 627 человек (на 31 декабря 2010 года). Занимает площадь 5,46 км².